# ザルツカンマーグート地方のハルシュタットとダッハシュタインの文化的景観
「ザルツカンマーグート地方のハルシュタットとダッハシュタインの文化的景観」（ザルツカンマーグートちほうのハルシュタットとダッハシュタインのぶんかてきけいかん）は、オーストリアの世界遺産のひとつ（ID806）。風光明媚なザルツカンマーグート地方の中でも、真珠に喩えられるハルシュタット湖とダッハシュタイン山塊に囲まれるようにして発達した岩塩採掘の町ハルシュタットは、「世界の湖岸で最も美しい街」とも評される独特の景観美を呈している。映画『サウンド・オブ・ミュージック』の撮影にも使われた。

## ザルツカンマーグート
ザルツカンマーグート地方は、オーバーエスターライヒ州、ザルツブルク州、シュタイアーマルク州にまたがる地方で、名前は「塩の御料地」を意味している。その名に顕れているように、岩塩の採掘と密接に結びついた地方であり、かつてはオーストリア帝国の直轄地であった。
76の湖やダッハシュタイン山塊が織りなす多くの美しい景観が存在する。また、ミネラル分を多く含んだ鉱泉は、湯治にも用いられている。地方の中心都市バート・イシュルは、湯治町として古くから有名であり、オーストリア大公妃ゾフィーや、音楽家ヨハネス・ブラームスら各界の著名人が訪れている。

## ハルシュタット

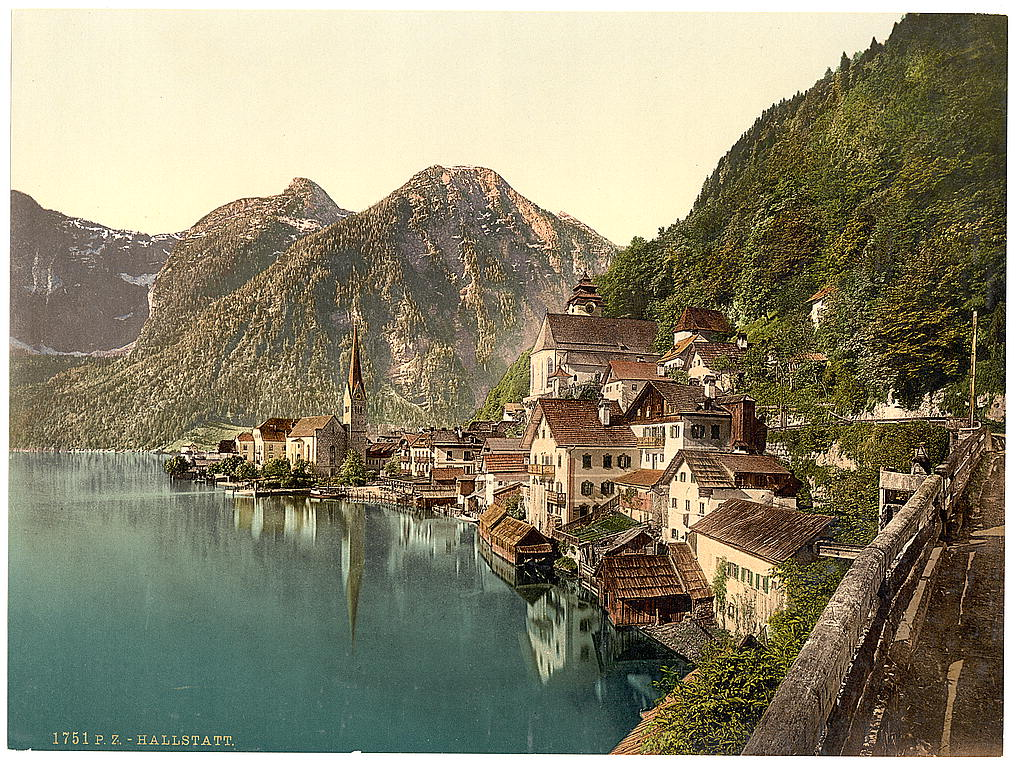
1900年頃のハルシュタット

ハルシュタットはハルシュタット湖畔の町である。湖に接するダッハシュタイン山塊の急峻な山裾に伝統的な建物が並んでいる。街には、15世紀末の教区教会やゴシック様式の聖ミカエル礼拝堂などが残っており、他の建物も景色にとけこむように昔の姿を保っている。こうした景観は、地元の厳しい建築規制などに基づく配慮が行き届いていることによって保たれている。

### 納骨堂

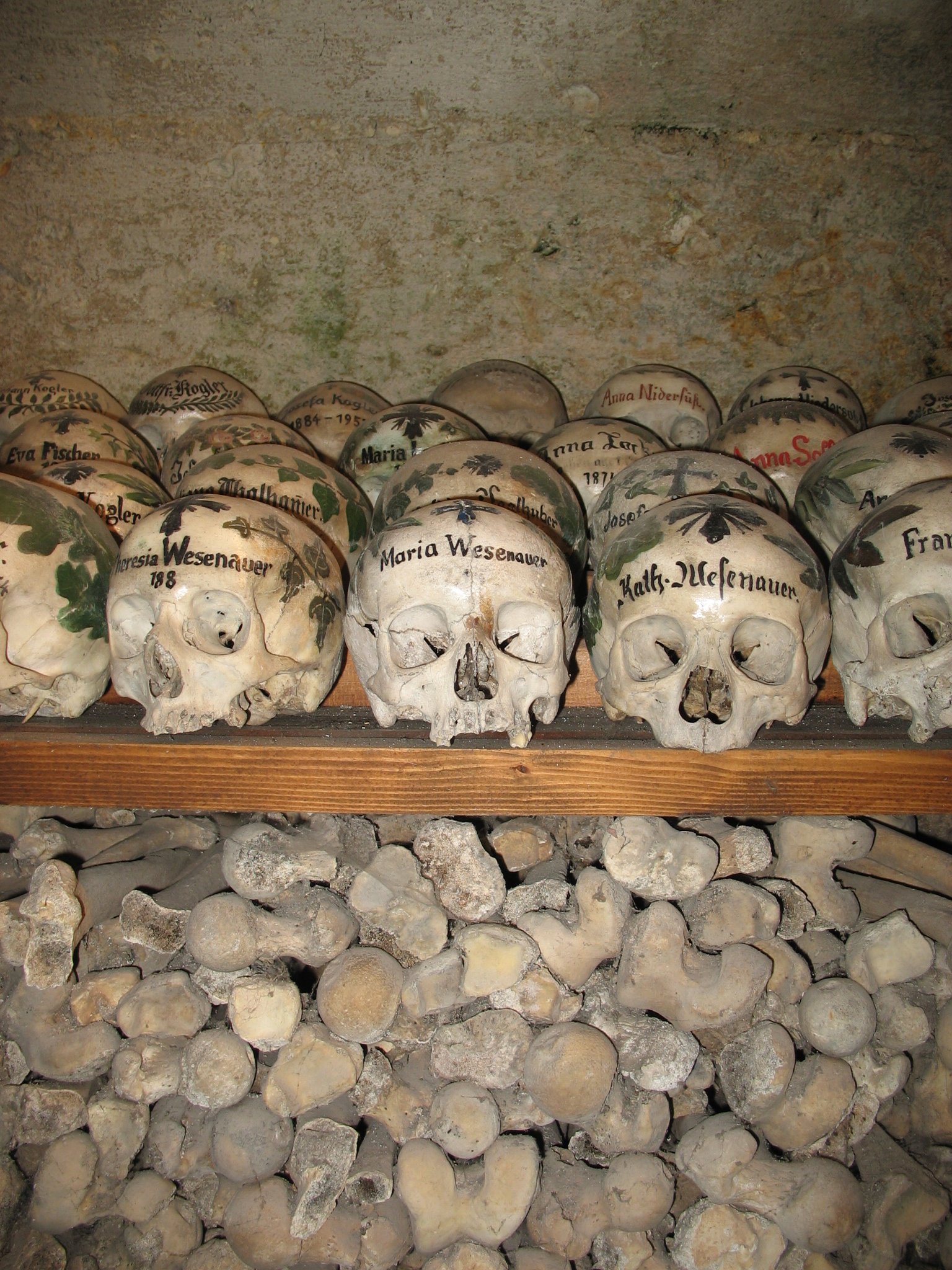
ハルシュタットの納骨堂

湖畔の山裾の斜面に発達したハルシュタットは、その平地の少なさから墓地の確保が難しく、伝統的に納骨堂の利用が行われてきた。納められる頭蓋骨には故人の名前や模様を書き込むなどの装飾が施される。

### ハルシュタットと塩
ハルシュタットの「ハル」はケルト語で「塩」を意味しており、「ハルシュタット」は「塩の街」という意味である。19世紀以来、ハルシュタット近郊の塩坑で様々な遺跡が発見されたことにより、5000年程前には岩塩採掘が始まっていたことが明らかになっている。また、ハルシュタット近郊にある塩坑には紀元前6世紀に遡るものもあり、これは現在も操業が行われている中では世界最古の塩坑である。
ハルシュタットの鉱業と製塩に必要な大量の材木は一帯の高山の森林から生産されたため、これらの森林は16世紀以降はオーストリアの君主による直接管理を受けた。
また、出土品に含まれていた鉄器には、中央ヨーロッパにおける初期鉄器時代のものが多くあった。このことから、紀元前1200年頃から前450年頃の初期鉄器時代をハルシュタット文化と呼ぶようになった。

## ダッハシュタイン

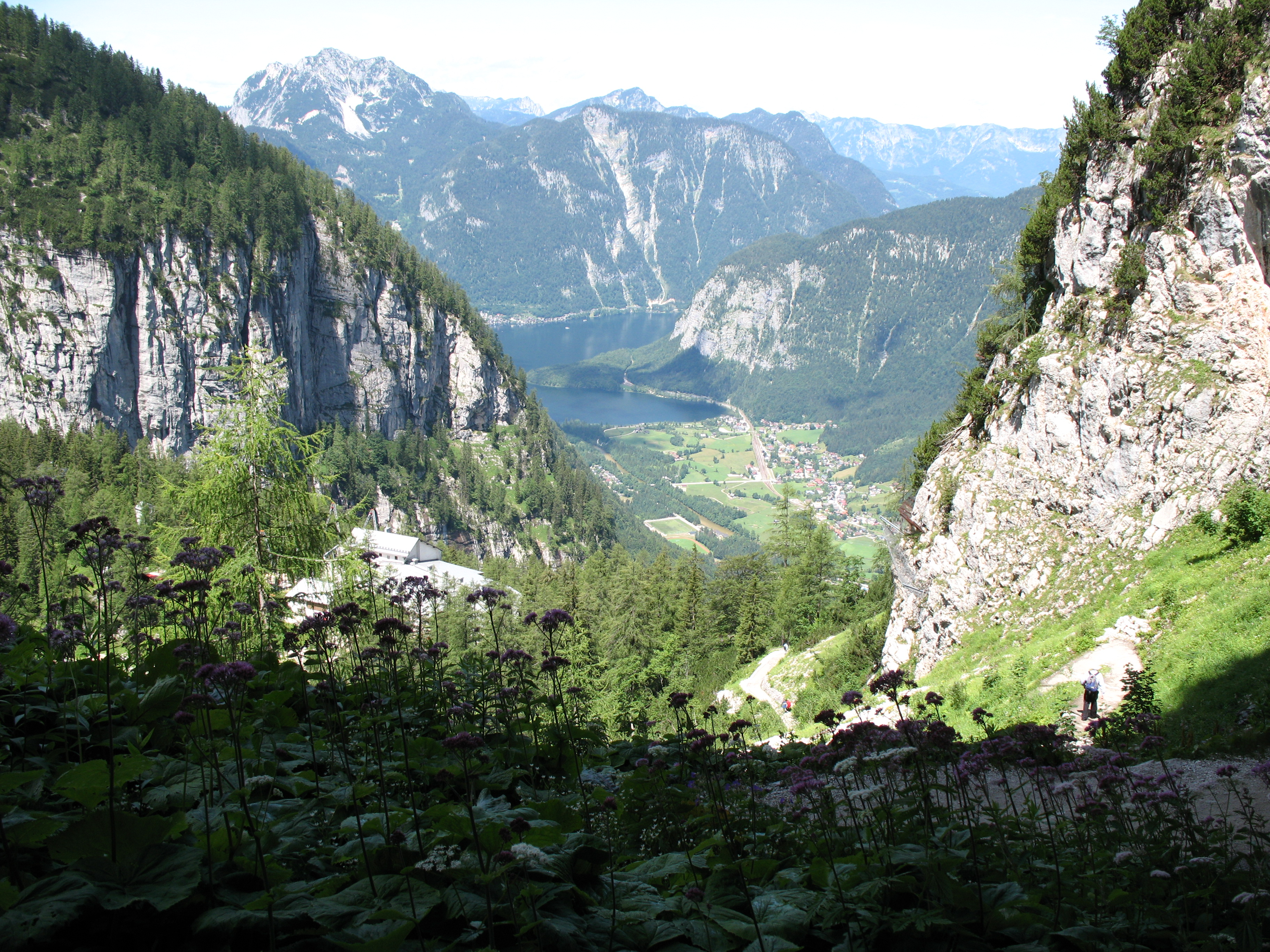
ダッハシュタイン山塊の眺め

ダッハシュタイン山塊は、オーバーエスターライヒ州、ザルツブルク州、シュタイアーマルク州にまたがる山塊で、最高峰の標高は 2,995 m である。東アルプスの中でも北部石灰岩アルプスに属し、氷河や、それによって形成された数々の洞窟群がある。特に、「ダッハシュタインの氷の洞窟」 (Dachstein-Rieseneishöhle) には、聖堂洞窟 (Eisdom) や氷の礼拝堂など、独特の氷の景観が広がっている。
ハルシュタットはこの山塊の北側の斜面にある。この山塊は、ハルシュタット周辺を一望するのにも適しており、特にクリッペンシュタインからの眺望が良好である。クリッペンシュタインからは、ハルシュタット氷河などの山塊頂上部に広がる氷河も見ることが出来る。それらの氷河は大きなものではないが、アルプスの氷河の中では最も東に位置している。
また、この一帯では先史時代からの移牧も行われる。谷のコミュニティの住人は夏の間に、ヒツジやウシを高山の牧草地に移動させ、そこで放牧を行う。

## 分類
文化遺産としてのカテゴリーは「建造物群」および「サイト」である。登録名に示されているように、「サイト」の中でも、特に「文化的景観」と位置づけられている。

## 登録範囲
ザルツカンマーグート地方は3州にまたがるが、中核地域に登録されているのは、オーバーエスターライヒ州内のみである。緩衝地域は3州にまたがっている。

## 登録基準
この世界遺産は世界遺産登録基準のうち、以下の条件を満たし、登録された（以下の基準は世界遺産センター公表の登録基準からの翻訳、引用である）。
- (3) 現存するまたは消滅した文化的伝統または文明の、唯一のまたは少なくとも稀な証拠。
- (4) 人類の歴史上重要な時代を例証する建築様式、建築物群、技術の集積または景観の優れた例。